# Escriba (Roma Antiga)

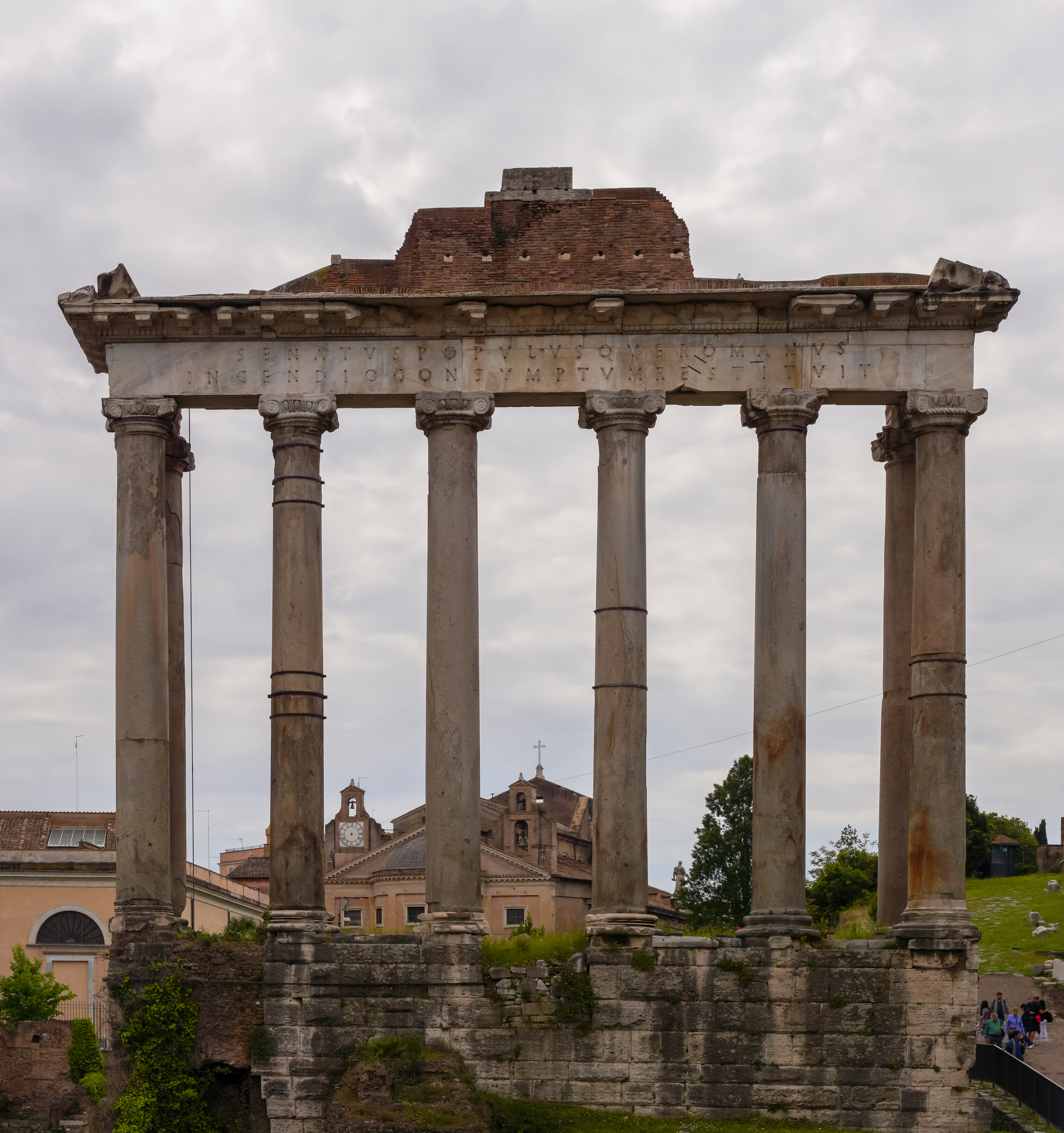
Ruínas do Templo de Saturno, no Fórum Romano. O erário de Saturno situava-se no templo.

Escriba (em latim: scriba; plural: scribae), na Roma Antiga, foi um notário público ou escriturário Os escribas públicos foram os mais altos em posição entre as quatro categoriais ocupacionais prestigiosas (decúrias) entre os aparidores, os atendentes dos magistrados que foram pagos do tesouro do Estado. A palavra escriba pode também se referir a um homem que foi um secretário privado, mas que deveria ser distinguido de um copista ou vendedor de livros (livrário; librarius).
Entre os deveres dos escribas estava o registro de juramentos em tábuas públicos. Como um auxiliar de magistrados, ele podia também assistir em rituais religiosos; por exemplo, uma vez que a formulação exata de uma oração prescrita foi considerado vital para seu sucesso, um escriba podia solicitar ao magistrado presente a leitura como gravado em tábuas oficiais. Em Roma, os escribas trabalhavam foram do erário de Saturno, o tesouro do Estado e arquivo do governo. Eles recebiam um bom salário, mas podiam receber comissões adicionais por coletarem e registrarem as despesas do Estado, e fazer as cópias oficiais do documentos e decretos governamentais. O posto romano era uma tarefa tão lucrativa que os escribas trabalhavam em rotações, servindo um ano em Roma e dois nas províncias. Aqueles que se tornaram escribas podiam ser libertos (libertinos; libertini) e seus filhos; letrados ou homens cultos que avançavam para o emprego através de patrocínio; ou mesmo homens da ordem equestre.

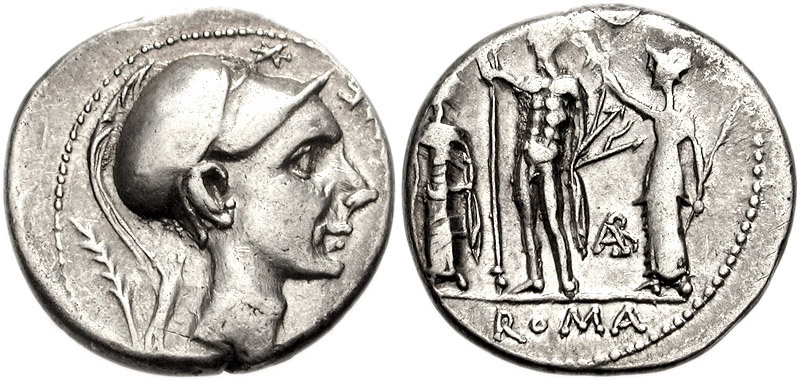
Denário com efígie de Cipião Africano

Pelo final do século IV a.C., o ofício evidentemente concedeu várias vantagens, incluindo um conhecimento do direito romano que foi tradicionalmente privilégio da elite, e a habilidade de cambiar favores que podiam ser traduzidos em capital político. Em 305 a.C., o escriba pública Cneu Flávio, o filho de um liberto, chocou a elite romana ao vencer a eleição para edil curul do ano seguinte. Embora não fosse o primeiro plebeu a manter o ofício, sua vitória, possível pelo crescente número de libertos e aqueles descendentes de libertinos entre a população urbana, levou os censores de 304 a.C. a adotar políticas de recenseamento eleitoral que cercearam o poder política das classes inferiores.
Caio Cicereu, um antigo escriba de Cipião Africano, foi eleito pretor em 173 a.C., e gozou de mais popularidade que o filho de Cipião. Certamente pelo fim da República Romana, o escriba tornou-se um grupo bem-organizado que alcançou ou estava próximo do estatuto equestre. O escriba Sexto Clélio manteve um alto perfil como um agente do popularista Públio Cornélio Pulcro. No começo do mandato de Clódio como tribuno da plebe em 58 a.C., Clélio organizou os jogos compitalícios, próximo das festividades de Ano-Novo que foram banidas por promoverem agitação e subversão política. Clélio também liderou o povo em revoltas quando Clódio foi assassinado alguns anos depois, levando seu corpo para a casa do senado e voltando-o dentro da popular pira funeral principal. O poeta augustano Horácio introduziu-se em seu primeiro livro publicado como o filho de um liberto e como um servente civil, especificadamente um escriba questoriano, ou escriturário dos questores que estavam em cargo do tesouro público.